# Сувін
Сувін (пол. Suwin) — село в Польщі, у гміні Сомянка Вишковського повіту Мазовецького воєводства.
Населення — 155 осіб (2011).
У 1975-1998 роках село належало до Остроленцького воєводства.

## Демографія
Демографічна структура станом на 31 березня 2011 року:
|          | Загалом | Допрацездатний вік | Працездатний вік | Постпрацездатний вік |
| -------- | ------- | ------------------ | ---------------- | -------------------- |
| Чоловіки | 78      | 19                 | 49               | 10                   |
| Жінки    | 77      | 20                 | 44               | 13                   |
| Разом    | 155     | 39                 | 93               | 23                   |